# Bibbona
Bibbona település Olaszországban, Toszkána régióban, Livorno megyében. Lakosainak száma 3170 fő (2023. január 1.). Bibbona Castagneto Carducci, Cecina, Guardistallo, Montecatini Val di Cecina, Monteverdi Marittimo és Casale Marittimo községekkel határos.

## Népesség
A település népessége az elmúlt években az alábbi módon változott:
| Lakosok száma | 3191 | 3224 | 3170 |
|               | 2017 | 2018 | 2023 |